# Аганус
Аганус (азерб. Ağanus) — село у Лачинському районі Азербайджану. Село розташоване за 7 км на північний захід від районного центру, міста Лачина.